# Teorema de la función inversa

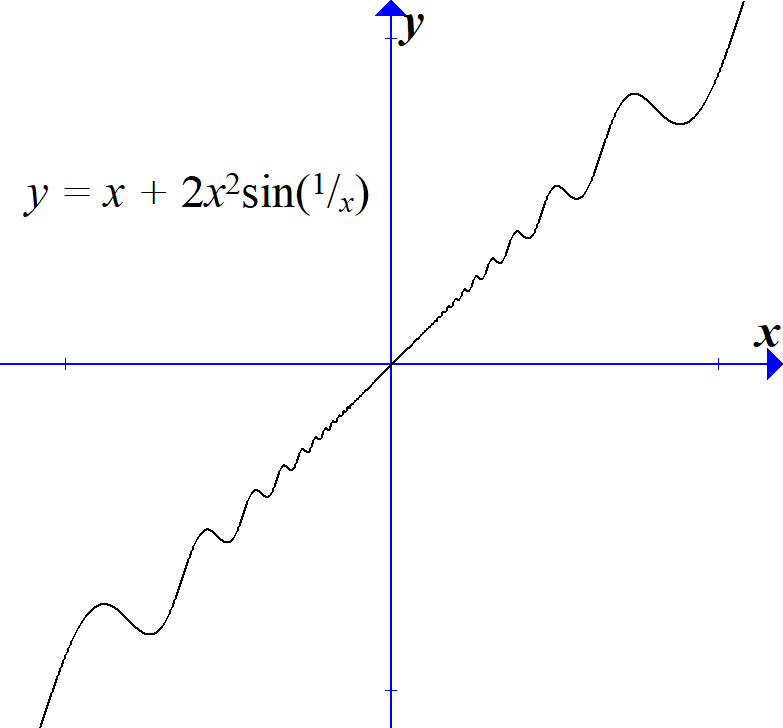
La función es continua y derivable en torno a cero.

En la rama de la matemática denominada análisis matemático, el teorema de la función inversa proporciona las condiciones suficientes para que una aplicación (función) sea invertible localmente en un entorno de un punto {\displaystyle p} en términos de su derivada en dicho punto. Técnicamente es un teorema de existencia local de la función inversa. El teorema puede enunciarse para aplicaciones en {\displaystyle \mathbb {R} ^{n}} o se puede generalizar a variedades diferenciables o espacios de Banach.

## Diferenciabilidad de la inversa
| Sea {\displaystyle A\subseteq \mathbb {R} ^{n}}, {\displaystyle a\in {\overset {\mathrm {o} }{A}}} y {\displaystyle f:A\to \mathbb {R} ^{n}} inyectiva, diferenciable en {\displaystyle a} y tal que {\displaystyle f(a)\in {\overset {\mathrm {o} }{f(A)}}}. Entonces, {\displaystyle f^{-1}} es diferenciable en {\displaystyle f(a)} si y sólo si {\displaystyle f^{-1}} es continua en {\displaystyle f(a)} y {\displaystyle Df(a)} es invertible (esto es, {\displaystyle \det[Jf(a)]\neq 0}). En tal caso, {\displaystyle Df^{-1}(f(a))=[Df(a)]^{-1}}. Además, si {\displaystyle f} es de clase {\displaystyle {\mathcal {C}}^{k}(A)}, entonces {\displaystyle f^{-1}} es también de clase {\displaystyle {\mathcal {C}}^{k}(f(A))}. |

## Teorema de la función inversa
La versión en {\displaystyle \mathbb {R} ^{n}} del teorema es la siguiente:
| Teorema de la Función Inversa Sea {\displaystyle \Omega \subseteq \mathbb {R} ^{n}} abierto, {\displaystyle f:\Omega \to \mathbb {R} ^{n}} de clase {\displaystyle {\mathcal {C}}^{1}(\Omega )} y {\displaystyle a\in \Omega }. Si {\displaystyle Df(a)} es invertible (esto es, {\displaystyle \det[Jf(a)]\neq 0}), entonces existen abiertos {\displaystyle U,V\subseteq \mathbb {R} ^{n}} con {\displaystyle a\in U\subseteq \Omega } tales que {\displaystyle f\|_{U}:U\to V} es un difeomorfismo de clase {\displaystyle {\mathcal {C}}^{1}}. Además, si {\displaystyle f} es de clase {\displaystyle {\mathcal {C}}^{k}(\Omega )}, entonces {\displaystyle f\|_{U}} es un difeomorfismo de clase {\displaystyle {\mathcal {C}}^{k}}. |

En tal caso, por ser {\displaystyle (f|_{U})^{-1}:V\to U} continua y diferenciable en todo punto de {\displaystyle V}, se tiene que {\displaystyle D(f|_{U})^{-1}((f|_{U})(x))=[D(f|_{U})(x)]^{-1}} para todo {\displaystyle x\in U}.
Existe una versión del teorema en espacios de Banach, que es una generalización de lo anterior. Sin embargo, la versión presentada es la que se presenta frecuentemente en la literatura puesto que su comprensión es más fácil. La demostración del teorema no es sencilla, puede consultarse en las referencias puesto que entre se requiere aplicar el teorema del punto fijo de Banach y la norma matricial además de otros resultados del análisis matemático que se obtienen de la caracterización de la convexidad.

## Ejemplo
Consideremos la función {\displaystyle f:\mathbb {R} ^{2}\to \mathbb {R} ^{2}} definida por {\displaystyle f(x,y)=(e^{x}\cos(y),e^{x}\operatorname {sen}(y))}.
Su matriz jacobiana en cualquier {\displaystyle (x,y)\in \mathbb {R} ^{2}} es:
{\displaystyle Jf(x,y)={\begin{pmatrix}e^{x}\cos(y)&-e^{x}\operatorname {sen}(y)\\e^{x}\operatorname {sen}(y)&e^{x}\cos(y)\\\end{pmatrix}}}
y su determinante:
{\displaystyle \det[Jf(x,y)]=e^{2x}\cos(y)^{2}+e^{2x}\operatorname {sen}(y)^{2}=e^{2x}\neq 0}.
Como el determinante es no nulo en todo punto {\displaystyle (x,y)\in \mathbb {R} ^{2}}, aplicando el teorema, para cada punto existe un abierto {\displaystyle U\subseteq \mathbb {R} ^{2}} que lo contiene en el que {\displaystyle f|_{U}} es invertible.

## Generalizaciones

### Variedades diferenciables
En este contexto, el teorema afirma que dada una aplicación F : M → N entre dos variedades diferenciables, la diferencial de F,
(dF)p : TpM → TF(p)N
es un isomorfismo lineal (es decir, isomorfismo entre espacios vectoriales) en un punto p de M, si y sólo si existe un entorno abierto U de p tal que
F|U : U → F(U)
es un difeomorfismo. 
Dicho de otro modo, la diferencial de F es un isomorfismo en todos los puntos p de M si y sólo si la aplicación F es un difeomorfismo local.

## Inversa global
El teorema de la función inversa sólo garantiza localmente la existencia de una función inversa. Los requerimientos para la existencia de una inversa global son algo más complicados y no quedan garantizados por el cumplimiento de las condiciones del teorema de la función inversa. De hecho dada una función diferenciable:

{\displaystyle f:\Omega \subset \mathbb {R} ^{n}\to \mathbb {R} ^{m},\quad m\geq n,\quad f\in C^{1}(\Omega ,\mathbb {R} ^{m})}

Puede demostrarse que existe una constante {\displaystyle \scriptstyle c(\Omega )} si se cumple:

{\displaystyle \max _{x\in {\bar {\Omega }}}\|Du_{f}(x)\|=\sup _{x\in \Omega }\|Du_{f}(x)\|<c(\Omega )\leq 1}

Tal que la función f admite inversa global, donde uf es el vector desplazamiento asociado a la función definido como la resta vectorial entre la imagen de un punto y su posición inicial:

{\displaystyle u_{f}(x)=f(x)-x\in \mathbb {R} ^{n}}

Puede demostrarse que {\displaystyle c(\Omega )=1} si el dominio {\displaystyle \scriptstyle \Omega } es convexo, mientras que un dominio no convexo requiere {\displaystyle c(\Omega )<1}.